# Monhystera karachiensis
Monhystera karachiensis är en rundmaskart som beskrevs av Timm 1963. Monhystera karachiensis ingår i släktet Monhystera och familjen Monhysteridae. Inga underarter finns listade i Catalogue of Life.